# خطوط لاو الجوية الرحلة 301
حادث رحلة لاو ايرلاينز 301 وقع لطائرة الركاب التابعة لشركة طيران لاوس في 16 أكتوبر 2013. الرحلة كانت محلية بين العاصمة فيينتيان وبلدة باكسي الجنوبية. حطام الطائرة وقع بنهر ميكونج. مات جميع ركاب الطائرة وهم 39 مسافرًا و5 يمثلون طاقم الطائرة. شارك في البحث عن الحطام خبراء فرنسيون وظفتهم الشركة المصنعة للطائرة المتحطمة، والتي كانت من نوع إيه تي آر 72-600، كما شارك في عملية البحث عن جسم الطائرة فريق تايلاندي.

## الضحايا
| دولة             | ركاب | طاقم | مجموع |
| ---------------- | ---- | ---- | ----- |
| لاوس             | 16   | 4    | 20    |
| فرنسا            | 7    | -    | 7     |
| أستراليا         | 6    | -    | 6     |
| تايلاند          | 5    | -    | 5     |
| كوريا الجنوبية   | 3    | -    | 3     |
| فيتنام           | 3    | -    | 3     |
| كمبوديا          | -    | 1    | 1     |
| الصين            | 1    | -    | 1     |
| ماليزيا          | 1    | -    | 1     |
| تايوان           | 1    | -    | 1     |
| الولايات المتحدة | 1    | -    | 1     |
| مجموع            | 44   | 5    | 49    |

## وصلات خارجية
- Aircraft Accident Investigation Committee (AAIC), Ministry of Public Works and Transport
  - Final Report on ATR72-600.pdf Summary of final report (Archive) (بالإنجليزية)
  - of Final Report ATR72 Lao version.pdf Summary of final report (Archive) (LAO LANGUAGE)
- Announcement – Lao Airlines (Documents available in English and Lao) (Archive)